# روز جهانی چپ‌دست‌ها
روز جهانی چپ‌دست‌ها (به انگلیسی: International Lefthanders Day) یک روز بین‌المللی است که هر ساله در روز ۱۳ اوت برابر با ۲۳ مرداد برای تفاوت افراد چپ‌دست جشن گرفته می‌شود. نام این روز در سال ۱۹۷۶ برابر با ۱۳۵۵ خورشیدی پیشنهاد شد و در ۱۹۹۲ به تصویب رسید.
روز بین‌المللی چپ‌دست‌ها به منظور تجلیل و افزایش آگاهی از مزایا و معایب چپ‌دست بودن در جهانی که عمدتاً افراد راست‌دست هستند ایجاد شد درحالی که ۷ تا ۱۰٪ از جمعیت جهان را چپ‌دست‌ها تشکیل می‌دهند.

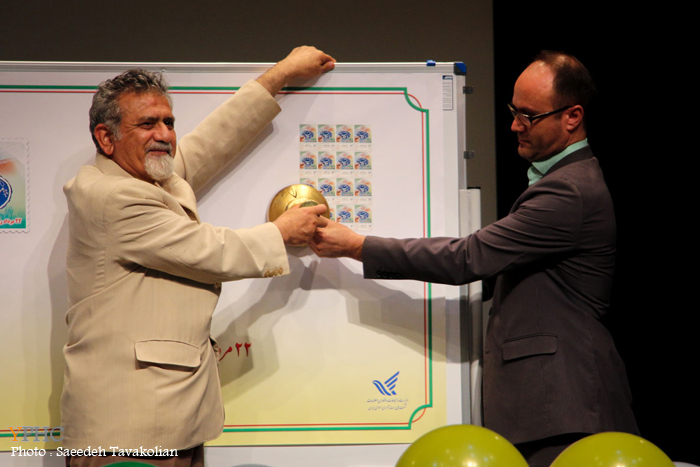
سید حسن امین در حال رونمایی از تمبر مخصوص این روز در سومین جشن سالانهٔ چپ‌دست‌ها در ایران (۱۳۹۷)

اهمیت نیازهای ویژه برای کودکان چپ‌دست و احتمال ابتلا به اسکیزوفرنی برای چپ‌دست‌ها نمونه‌هایی از این آگاهی‌رسانی‌ها هستند.
نامگذاری این روز به دلیل این است که همه ابزارها و امکانات برای راست‌دست‌ها طراحی شده‌اند (مانند صندلی‌های یک دسته، صندلی راننده در خودروها، کلیدهای اصلی دسته‌های بازی، موس کامپیوتر، قانون‌های راهنمایی رانندگی، میزهای پر کردن فرم در بانک‌ها، و اداره‌ها و…) و چپ‌دست‌ها را مجبور به کاربرد از دست راست می‌کنند.
چپ‌دستی به معنای استفاده عادی افراد در به‌کارگیری از دست چپ برای انجام کارهای گوناگون و به‌ویژه نوشتن است. پژوهش‌های گوناگون نشان می‌دهد که در جوامع‌ گوناگون، ۷۰ تا ۹۰ درصد جمعیت، راست‌دست و دیگران چپ‌دست هستند. درصد بسیار کمی نیز توانایی به کار بردن هر دو دست را دارند.